# Idotea indica
Idotea indica är en kräftdjursart som beskrevs av Milne Edwards 1840. Idotea indica ingår i släktet Idotea och familjen tånglöss. Inga underarter finns listade i Catalogue of Life.